# Metralladora MG 08
La metralladora MG 08, de l'alemany Maschinengewehr 08, o MG 08, va ser la metralladora estàndard de l'Imperi Alemany durant la Primera Guerra Mundial.
Es tractava d'una modificació de la metralladora Maxim de 1884. Va ser utilitzada en múltiples versions, incloent-hi versions per armar la majoria dels avions de guerra alemanys. La MG 08 va continuar en servei durant la Segona Guerra Mundial, com a metralladora pesant per la infanteria i posteriorment en defenses i posicions secundàries.
El nom de Maschinengewehr 08, o MG 08, prové de l'any d'entrada en servei: 1908. Utilitzava el calibre 7,92 x 57 mm Màuser, capaç de disparar fins a 400 trets per minut utilitzant cintes tèxtils de 250 cartutxos.